# Lepomis peltastes
A Lepomis peltastes a sugarasúszójú halak (Actinopterygii) osztályának sügéralakúak (Perciformes) rendjébe, ezen belül a díszsügérfélék (Centrarchidae) családjába tartozó faj.
Egyes rendszerezők a Lepomis megalotis alfajának tartják Lepomis megalotis peltastes név alatt.

## Előfordulása
A Lepomis peltastes előfordulási területe az észak-amerikai kontinensen van. A következő vizekben található meg: a Hudson-öbölbe ömlő Vörös-folyó, Szent Lőrinc-folyó, Nagy-tavak és Mississippi felső szakasza - a kanadai Ontario tartománytól egészen az Amerikai Egyesült Államokbeli Minnesotáig. Korábban, a Mississippiben délebbre is előfordult, azonban Ohio, Indiana, Illinois és Iowa államokból kiirtották.

## Megjelenése
Eddig a legnagyobb kifogott egyede 13 centiméteres volt. A kopoltyúfedőjén jól látható vörös pont van. A mellúszói általában 40 sugarúak. Az oldalvonalán 40 vagy ennél kevesebb pikkely ül.

## Életmódja
Édesvízi halfaj, amely a lassan folyó nyíltabb vizeket és vízinövényekkel borított részeket választja otthonául.

## Képek

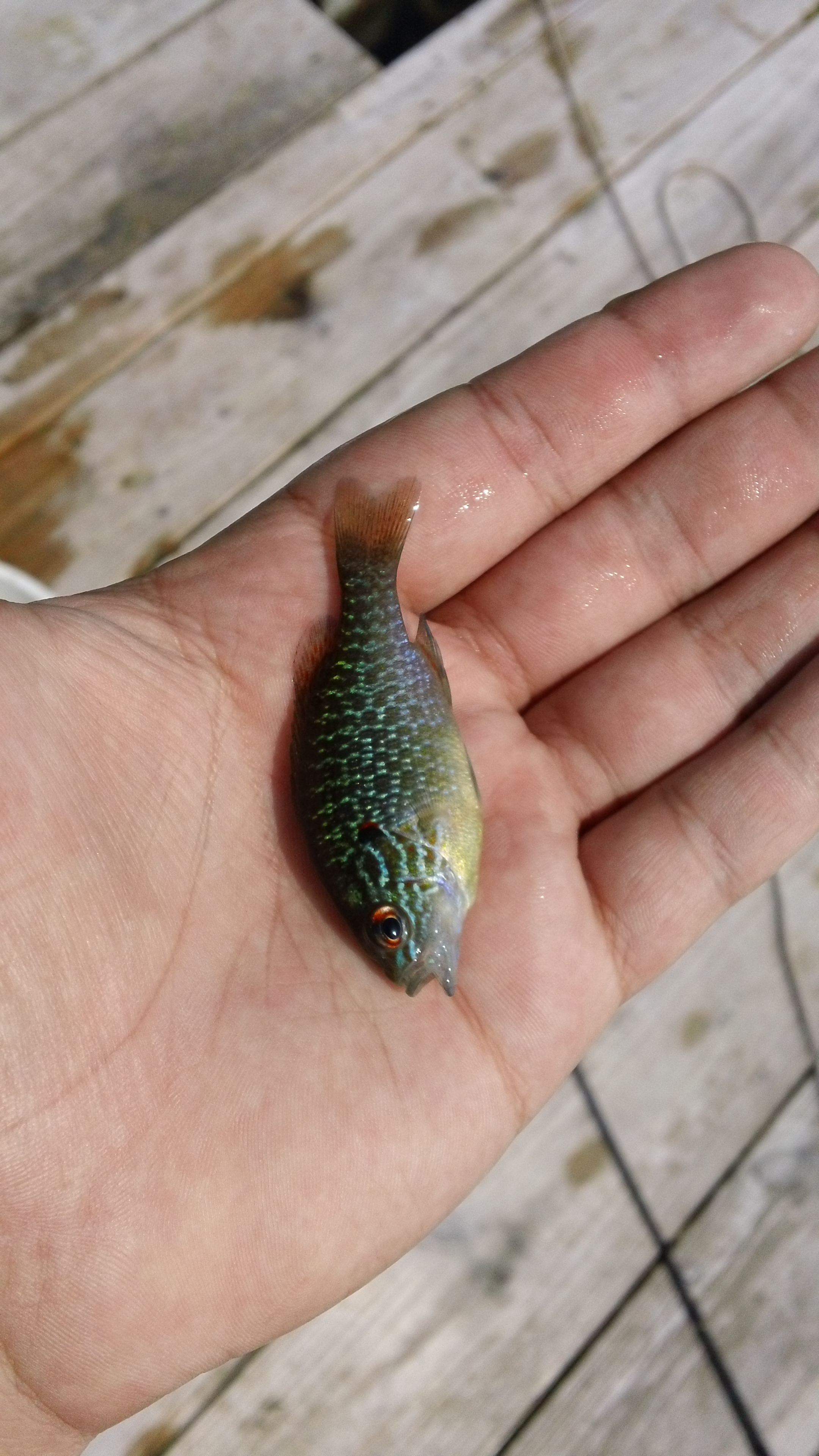
Ivadék